# بیور ادج (ویسکانسین)
بیور ادج (به انگلیسی: Beaver Edge) یک منطقهٔ مسکونی در ایالات متحده آمریکا است که در Beaver Dam واقع شده‌است. بیور ادج ۲۷۱٫۸۸ متر بالاتر از سطح دریا واقع شده‌است.